# جودي كلارك (ممثلة)
جودي كلارك (بالإنجليزية: Judy Clark)‏ هي مغنية وممثلة أمريكية، ولدت في 9 يونيو 1924 في روكفيل سنتر في الولايات المتحدة، وتوفيت في 27 ديسمبر 2002.

## وصلات خارجية
- جودي كلارك (ممثلة) على موقع IMDb (الإنجليزية)
- جودي كلارك (ممثلة) على موقع أول موفي (الإنجليزية)
- جودي كلارك (ممثلة) على موقع قاعدة بيانات الأفلام السويدية (السويدية)
- جودي كلارك (ممثلة) على موقع قاعدة بيانات الفيلم (الإنجليزية)
- جودي كلارك (ممثلة) على موقع كينوبويسك (الروسية)